# فیروزآباد (یزد)
فیروز آباد ؛ یکی از بخش های شهر اشکذر می‌باشد .
طبق گفتهٔ قدیمی‌های فیروز‌آباد تاریخچهٔ فیروز‌آباد به دوران ساسانیان و پادشاهی یزدگرد پنجم برمی‌گردد. در آن زمان یزدگرد پنجم در حال سفر به یکی از نقاط ایران بود که از فیروزآباد عبور می‌کرد و در فیروز‌آباد دختر یزدگرد به نام فیروزه دچار بیماری شد و در فیروز‌آباد توقف کردند و به دلیل گرمی هوا به تشنگی دچار شدند و برای دستیابی به آب به کندن چاه متوسل شدند و با اندک تلاشی به آب رسیدند. و پس از چند روز اقامت نسبت به آباد کردن آن همت گماشتند و به دلیل خوش آب و هوا بودن یزدگرد از این منطقه خوشش آمد و برای توسعه و آبادانی آن کوشید. داشتن طولانی‌ترین و پرقدمترین قنات استان یزد که سرو شکسته (با قدمت ۱۷۰۰سال) آن را در طول هزار پانصد سال آبیاری می‌نمود از قومهای اصیل وقدیمی این روستای تاریخی میتوان به طایفه اصیل امین الرعایایی (محمد امین الرعایایی) اشاره نمود .
از نژاد های معروف حیوانات در این روستا میتوان به سگ فیروزآبادی اشاره کرد یکی از وحشی ترین سگ های حاضر در طبیعت هستند. سگ فیروزآبادی از تمیز ترین سگ های حیات وحش است.

## تاریخچهٔ تشکیل
طبق گفتهٔ قدیمی‌های فیروز‌آباد تاریخچهٔ فیروز‌آباد به دوران ساسانیان و پادشاهی یزدگرد پنجم برمی‌گردد. در آن زمان یزدگرد سوم در حال سفر به یکی از نقاط ایران بود که از فیروزآباد عبور می‌کرد و در فیروز‌آباد دختر یزدگرد به نام فیروزه دچار بیماری شد و در فیروز‌آباد توقف کردند و به دلیل گرمی هوا به تشنگی دچار شدند و برای دستیابی به آب به کندن چاه متوسل شدند و با اندک تلاشی به آب رسیدند. و پس از چند روز اقامت نسبت به آباد کردن آن همت گماشتند و به دلیل خوش آب و هوا بودن یزدگرد از این منطقه خوشش آمد و برای توسعه و آبادانی آن کوشید.
داشتن طولانی‌ترین و پرقدمترین قنات استان یزد که سرو شکسته (با قدمت ۱۷۰۰سال) آن را در طول هزار پانصد سال آبیاری می‌نمود از قومهای اصیل وقدیمی این روستای تاریخی میتوان به طایفه اصیل امین الرعایایی (محمد امین الرعایایی) اشاره نمود .